# Þangbrandr
Þangbrandr (neuisländisch Þangbrandur, deutsch auch Dankbrand oder Thangbrand; * im 10. Jahrhundert; † nach 999) war ein Adeliger und Priester, der vom norwegischen König Olav I. Tryggvason im Jahre 997 als Missionar nach Island geschickt wurde, um das Land zu christianisieren. Þangbrandr fiel durch seine Gewalttätigkeit auf und kehrte nach zwei Jahren anscheinend ohne großen Erfolg nach Norwegen zurück, jedoch wurde das Christentum in Island wenig später durch Beschluss des Althing als Religion angenommen.

## Leben
Die Herkunft von Þangbrandr ist unsicher. Nach der Brennu Njáls saga und der Óláfs saga Tryggvasonar en mesta war er der Sohn eines ansonsten unbekannten Vilbaldus (Willebald), eines sächsischen oder bremischen Grafen. Von Theodoricus Monachus, der ihn Theobrandus nennt, wird er hingegen als „Priester aus Flandern“ bezeichnet. Þangbrandr könnte ein Sekretär des Bischofs von Bremen gewesen sein. Sein Name scheint jedenfalls deutschen Ursprungs zu sein und könnte althochdeutsch *Dankbrant gelautet haben.
Als der Bischof von Bremen vom Erzbischof von Canterbury nach England eingeladen wurde, reiste Þangbrandr mit ihm. In England erhielt Þangbrandr einen Schild mit einer Darstellung des gekreuzigten Christus. Als sie nach Sachsen zurückkehrten, trafen sie Olav Tryggvason, der Þangbrandrs Schild bewunderte. Þangbrandr gab ihm den Schild, und Olav versprach ihm dafür seinen Beistand und Schutz.
Als Þangbrandr im Streit um eine Frau einen Mann getötet hatte, war er zur Flucht gezwungen. Er schloss sich Olav in England an, der ihn in seine Dienste aufnahm. Als Olav nach Norwegen zurückkehrte, wurde Þangbrandr damit beauftragt, die Bewohner von Hordaland zu taufen. Nach der Óláfs saga Tryggvasonar en mesta geriet er jedoch bald in Geldknappheit und begann damit, Leute auszurauben, die immer noch dem heidnischen Glauben anhingen. Der König wollte ihn nicht länger um sich haben und schickte Þangbrandr nach Island, um das Land zu christianisieren.
Þangbrandr gelang es, den Goden Síðu-Hallur, dessen Hausgenossen und weitere Häuptlinge – nach der Brennu Njáls saga auch Njáll und sein Haus – zu taufen; er stieß jedoch bei anderen Isländern auf starken Widerspruch und reagierte darauf gewaltsam. Nach der Saga von Olav Tryggvason in der Heimskringla soll Þangbrandr die Skalden Vetrliði Sumarliðason und Þorvaldr veili umgebracht haben, nachdem sie Spottlieder auf ihn gedichtet hatten. Insgesamt soll er nach dieser Saga drei Männer getötet haben, bevor er Island nach zwei Jahren wieder verließ. Die ausführliche, stark romantisierende Darstellung von Þangbrandrs Mission in der Brennu Njáls saga schildert unter anderem ein Duell zwischen Þangbrandr und einem gewissen Þorkell (Thorkel) von Stafafell í Lóni, der „ein großer Widersacher des Glaubens“ gewesen sei und Þangbrandr zum Holmgang gefordert habe. Þangbrandr habe dabei den Sieg davongetragen und Þorkell erschlagen, obwohl er statt des Schildes nur ein Kruzifix vor sich gehalten habe. Außerdem wurde Þangbrandr der Njáls saga zufolge in einem Streitgespräch von der Skaldin Steinunn Refsdóttir gedemütigt. Den Tod von Þorvaldr veili stellt die Njáls saga so dar, dass Þorvaldr eine starke Mannschaft zum Kampf gegen Þangbrandr gesammelt habe, aber letztlich von Þangbrandr und dessen Begleiter Guðleifur Arason erschlagen worden sei.
In Norwegen berichtete Þangbrandr dem König, dass wenig Aussicht auf eine Christianisierung Islands bestehe. Olav Tryggvason reagierte darauf mit der Drohung, alle Isländer in Norwegen töten zu lassen, konnte aber von den christlichen Häuptlingen Gissur Teitsson und Hjalti Skeggiason beruhigt werden, die ihm die baldige Einführung des Christentums in Island versprachen. Nach der Saga von Olav Tryggvason in der Heimskringla, die auch den ebenfalls aus der Laxdæla saga bekannten, in Norwegen getauften Kjartan Ólafsson zu den Fürsprechern der Isländer beim König zählt, argumentierten Gissur und Hjalti bei Olav damit, Þangbrandr – von dem sie selbst „das Christentum angenommen“ haben sollen – sei „dort, wie auch hier bei Euch, mit Gewalttätigkeiten und Totschlag vorgegangen, und dies konnten die Männer von ihm sich dort nicht gefallen lassen.“